# Шежимъю
Шежимъю — река в России, протекает по территории Троицко-Печорского района Республики Коми. Устье реки находится в 167 км по левому берегу реки Илыч. Длина реки — 42 км.
Исток реки находится в расселине между горами Тумбик (711 м НУМ) и Шежимъиз (857 м НУМ) (предгорья Северного Урала). Рядом берёт начало река Большая Порожняя, здесь проходит водораздел её бассейна с бассейном Илыча. Река течёт на северо-запад, всё течение проходит в ненаселённой холмистой тайге на территории Печоро-Илычского заповедника. Ширина русла в верховьях не превышает 10 метров, в среднем течении составляет 15-20 метров, в нижнем течении около 30. Скорость течения перед устьем 16 метров, скорость течения в среднем течении — 0,5 — 0,6 м/с, перед устьем — 0,3 м/с.
Крупнейший приток — Лунвож (7 км по левому берегу).

## Данные водного реестра
По данным государственного водного реестра России относится к Двинско-Печорскому бассейновому округу, водохозяйственный участок реки — Печора от истока до водомерного поста у посёлка Шердино, речной подбассейн реки — Бассейны притоков Печоры до впадения Усы. Речной бассейн реки — Печора.